# 牧勝美
牧 勝美（まき かつみ、1919年（大正8年）12月11日 - ）は、大日本帝国陸軍の軍人、陸士53期。最終階級は少佐。
終戦時、飛行第110戦隊整備隊長。重爆撃機（九七式・一〇〇式・四式）の整備を責任ある立場で担った。義烈空挺隊隊長の奥山道郎と東京陸軍幼年学校及び陸軍士官学校で同期で、同日に少佐に昇進した。終戦を、義烈隊が飛び立った熊本の建軍飛行場で迎え、戦後はその地でバス会社に勤めた。定年後は戦没者の慰霊と顕彰に努め戦友会の要職を歴任。105歳を迎えた今もなお、ボランティア活動の傍ら取材に応じ、"義烈空挺隊最後の語り部"と称される。熊本市在住。

## 来歴
1919年（大正8年）12月11日、静岡市生まれ。父は陸軍士官学校20期卒、歩兵中佐。静岡市立城内尋常高等小学校卒業。1932年（昭和7年）、静岡県立静岡中学校入学。静岡中学2年次修了後の1934年（昭和9年）4月、東京陸軍幼年学校入校（38期）。8月1日、阿南惟幾大佐が幼年学校校長に着任。「立派な人格は戦力なり」と教えられ、「勇ましいよりも人格的に立派な聖将になるべきだと思った」という。
1937年（昭和12年）4月1日、陸軍士官学校予科に53期生として入校。7月7日、盧溝橋事件。8月2日、予科が陸軍予科士官学校（予士）として独立したため、予士の2期生となった。1938年（昭和13年）5月31日、予科士官学校卒業。上等兵。志望通り、野戦重砲兵（野重）第15連隊に配属。伍長ついで軍曹になっていた陸士53期生は、9月1日、本科である陸軍士官学校に入校。1940年（昭和15年）2月27日、陸軍士官学校卒業。航空への転科により、陸軍航空技術学校入校。これに伴い、原隊も野重第15連隊から飛行第61戦隊に代わった。5月、少尉。12月、陸軍航空技術学校卒業。
1941年（昭和16年）1月、満州チチハルで九七式重爆撃機36機を擁する飛行第61戦隊に着任、第三中隊整備班長として12機を担当した。8月1日、中尉。飛行第61戦隊は機種を一〇〇式重爆『呑龍』に改編する訓練のため、奉天に展開。12月8日、マレー半島上陸と真珠湾攻撃によって対英米蘭開戦。1942年（昭和17年）7月、陸軍航空技術学校に第7期乙種普通科学生として入校。在校中、ミッドウェー海戦の敗戦を耳にする。1943年（昭和18年）5月、陸軍航空技術学校高等科学生となる。東京帝大教授、守屋富次郎による授業などがあり技術将校の入り口としての教育を受けた。12月1日、大尉。
1944年（昭和19年）4月、浜松陸軍飛行学校附。6月、マリアナ沖海戦惨敗、7月、サイパンが陥落し、帝都東京が敵の爆撃圏内に入ることとなった。戦況悪化を受け浜松陸軍飛行学校は閉鎖、10月、改編後の浜松教導飛行師団から新たに編成された飛行第110戦隊本部附となった。同月のレイテ沖海戦で海軍は組織的戦闘能力を失う。海軍に代わり、浜松教導飛行師団では第二独立飛行隊が11月から硫黄島経由でサイパン・テニアンを攻撃。飛行第110戦隊もサイパン攻撃に加わることとなり、これに先立ち、10月に牧は硫黄島へ視察に派遣された。12月7日、飛行第110戦隊は、硫黄島を出撃した四式重爆『飛龍』10機でサイパンのアスリート飛行場（イズリー飛行場）を攻撃。飛行場に大損害を与えたため本格的な本土空襲を遅延させる効果があったとされるが、飛行第110戦隊側も6機が未帰還と損耗が激しく第二撃を行うことができなかった。
1945年（昭和20年）2月19日、米軍の硫黄島上陸前、飛行第110戦隊も二度にわたり敵艦隊攻撃を行った。敵上陸後の2月22日未明、飛龍2機で超低空爆撃を敢行したが共に未帰還。3月26日、硫黄島陥落。4月、飛行第110戦隊は熊本の隈庄飛行場に移動。5月24日、健軍飛行場を拠点にした義烈空挺部隊の出撃直前に、先行して隈庄の飛行第110戦隊は、飛行第60戦隊とともに（各6機、計12機）、アメリカ軍が占拠する読谷飛行場（北飛行場）、嘉手納飛行場（中飛行場）の高射砲陣地を破壊すべく奇襲攻撃を仕掛けたが、出撃した飛龍６機のうち１機が帰還しなかった。6月10日、少佐。同月25日、沖縄戦が組織的な戦闘を終了。8月15日、熊本の建軍飛行場で終戦を迎えた。

### 戦後
戦後間も無く結婚し、1954年（昭和29年）2月、飛行機整備の技術を買われ、熊延鉄道に就職した。常務を経て定年退職した後、妻の勧めもあり、65歳から、視覚障害者のため書籍の内容を音声化する音訳ボランティアを始めた。また草刈武男初代会長逝去後の陸軍第110戦隊会を引き継ぎ、第二代会長となり1997年（平成9年）、隈庄飛行場跡にある「火の君文化センター」の一角に「碧空に祈る」と刻んだ石碑を建立した。また、熊本偕行会会長、名誉会長を務めた。2004年（平成16年）、緑綬褒章受章。2024年（令和6年）に至るまで、義烈空挺隊の慰霊祭に参列している。
戦後、数々のインタヴューに応じている。戦後世代の若い人々に対し「祖先より受け継いだ尊いものを護り伝えるために、国家の一大事にあたって死力を尽くしたので悔いはありません。今の若い日本人も同じ立派な祖先の血を受けているんだから、日本を立派に建て直すために一緒に頑張って欲しいと思います。」とメッセージを送っている。